# يوهيي تاكاياما
يوهيإي تاكاياما (باليابانية: 高山 洋平) (مواليد 26 نوفمبر 1979)، هو لاعب كرة قدم ياباني سابق كان يلعب كلاعب وسط.

## وصلات خارجية
- يوهيي تاكاياما على موقع رابطة كرة القدم اليابانية للمحترفين (اليابانية)